# Andrena mikado
Andrena mikado là một loài Hymenoptera trong họ Andrenidae. Loài này được Strand & Yasumatsu mô tả khoa học năm 1938.